# Choussy
Choussy is een gemeente in het Franse departement Loir-et-Cher in de regio Centre-Val de Loire. Op 1 januari 2022 telde Choussy 352 inwoners.

## Geschiedenis
In januari 2007 werd het kanton Saint-Aignan, waar Choussy onder viel, overgeheveld van het arrondissement Blois naar het arrondissement Romorantin-Lanthenay. Op 22 maart 2015 werd de gemeente overgeheveld van het kanton Saint-Aignan naar het kanton Montrichard, dat op 1 januari 2016 werd hernoemd naar kanton Montrichard Val de Cher.

## Geografie
De oppervlakte van Choussy bedraagt 15,45 vierkante kilometer; Op 1 januari 2022 was de bevolkingsdichtheid 22,8 inwoners per km².
De onderstaande kaart toont de ligging van Choussy met de belangrijkste infrastructuur en aangrenzende gemeenten.

## Demografie
Onderstaande figuur toont het verloop van het inwonertal.
Chissay-en-Touraine · Choussy · Contres · Couddes · Faverolles-sur-Cher · Fresnes · Monthou-sur-Cher · Montrichard Val de Cher · Oisly · Pontlevoy · Saint-Georges-sur-Cher · Saint-Julien-de-Chédon · Sassay · Thenay · Vallières-les-Grandes